# Braulio Roncero
Braulio Roncero Mesa (Extremadura, 3 maart 1951 - Oss, 27 juli 2018) was een Spaans dartsspeler en de eerste die voor Nederland deelnam aan het PDC World Darts Championship, namelijk aan de editie van 2000.
Hoewel hij van geboorte Spaans was, kwam Roncero uit voor het Nederlandse team. Hier speelde hij regelmatig samen met Raymond van Barneveld.
In 2010 won Roncero de Benidorm Open.

## Persoonlijk
Roncero woonde met zijn Nederlandse vrouw in Oss.

## Resultaten op Wereldkampioenschappen

### BDO
- 1998: Laatste 32 (verloren van Bobby George met 2-3)

### PDC
- 2000: Laatste 32 (verloren van Dennis Priestley met 2-3)